# Wilfred Owen
Wilfred Edward Salter Owen (18. březen 1893, Oswestry – 4. listopad 1918, Canal de la Sambre à l'Oise) byl anglický básník (s částečně velšskými předky), který se proslavil svými naturalistickými verši o bojích 1. světové války, které psal přímo v zákopech, a které silně kontrastovaly s nacionalistickou válečnou poezií té doby. K nejznámějším básním patří Dulce et Decorum est, Insensibility, Anthem for Doomed Youth, Futility a Strange Meeting. Ve válce Owen zahynul a jeho dílo bylo doceněno až posmrtně. Byl blízkým spolupracovníkem a přítelem spisovatele Siegfrieda Sassoona, se kterým se potkali roku 1917 ve válečném lazaretu. O jejich přátelství pojednává divadelní hra Stephena MacDonalda Not About Heroes (1982) či román Regeneration (1991) Pat Barkerové. Sassoon byl také redaktorem posmrtně vydaných Owenových sbírek.